# Terra dei fuochi

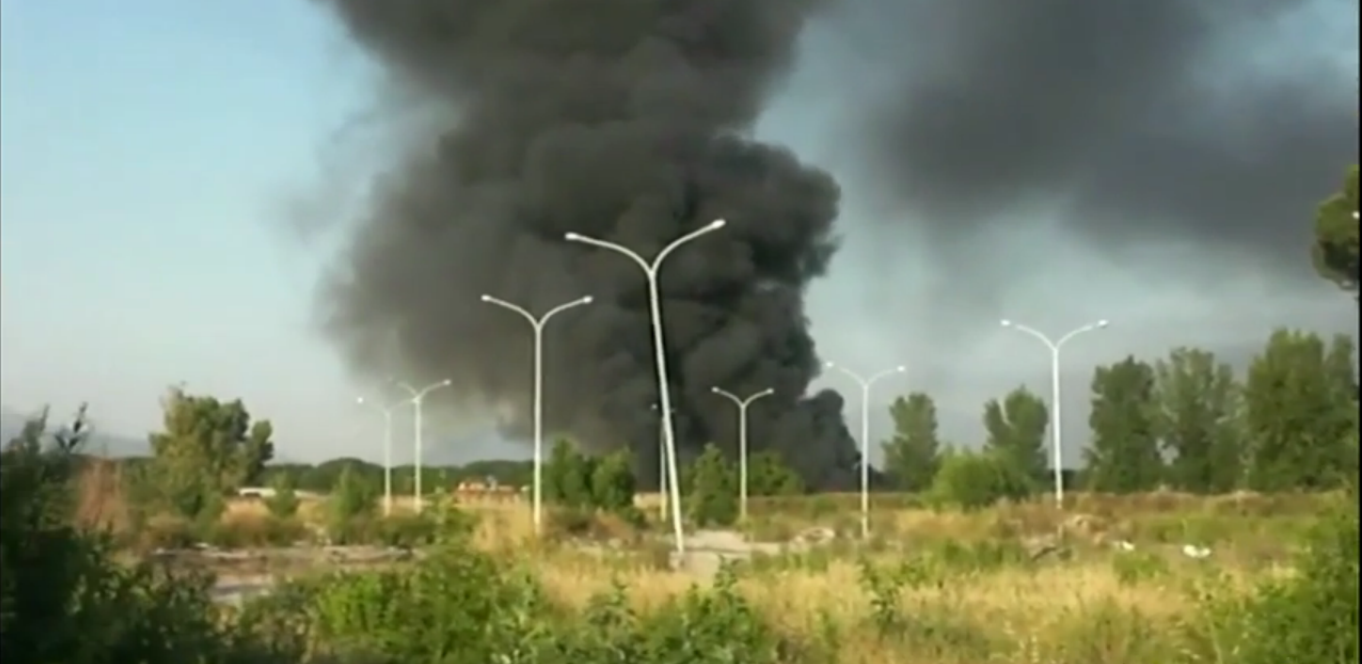
Fuoco appiccato ad un cumulo di rifiuti a Caivano nel 2012

Terra dei fuochi è un'espressione nata negli anni 2000 per indicare una vasta area situata nell'Italia meridionale, che si estende in Campania, a cavallo tra la provincia di Caserta e l'allora provincia di Napoli, in relazione  all'interramento di rifiuti tossici e rifiuti speciali, alla presenza di numerose discariche abusive sparse sul territorio, e all'innesco di numerosi roghi di rifiuti, che diffondono diossina e altri gas inquinanti nell'atmosfera.
La presenza di rifiuti abusivi è correlata a un incremento significativo dell'incidenza di specifiche patologie, e della mortalità per leucemie e altri tumori, nella popolazione di tutti.
L'espressione apparve per la prima volta nel 2003, quando fu usata nel Rapporto Ecomafie di quell'anno curato da Legambiente. In seguito è stata utilizzata dallo scrittore napoletano Roberto Saviano nel libro Gomorra, come titolo dell'undicesimo e ultimo capitolo.

## Storia
Già alla fine degli anni ottanta erano state prodotte da Angelo Genovese denunce circostanziate che anticipavano di quasi un decennio, punto per punto, le rivelazioni di Carmine Schiavone.
Dal punto di vista investigativo, i primi sospetti sull'attività illegale dello smaltimento dei rifiuti tossici furono evidenziati nella prima metà degli anni novanta da un'indagine della Polizia di Stato condotta dall'allora ispettore della Criminalpol Roberto Mancini. La sua informativa del 1996 in cui presentava i risultati delle indagini e i dettagli sui reati e i presunti autori non ebbe però ulteriori sviluppi fino al 2011, quando venne ripresa dal Pubblico Ministero Alessandro Milita che riavviò le indagini.
Nel 2011, secondo un rapporto dell'ARPA della Campania, un'area di 3 milioni di metri quadri, compresa tra i Regi Lagni, Lo Uttaro, Masseria del Pozzo-Schiavi (nel Giuglianese) ed il quartiere di Pianura della città di Napoli, risulterebbe molto compromessa per l'elevata e massiccia presenza di rifiuti tossici.
Nel 2015, nel comune di Calvi Risorta, il Corpo forestale dello Stato ha scoperto un'area di sversamento clandestino dei rifiuti, ritenuta la più grande discarica sotterranea d'Europa di rifiuti tossici. Si ritiene sia opera della camorra, con uno stesso sistema di sigillamento degli strati della discarica, simile a quello utilizzato dal clan dei casalesi.
Per farlo, le aziende di quel luogo, volendo diminuire più tempo possibile il tempo di  smaltimento, ed abbattere illecitamente i costi, si affidarono allo smaltimento illegale.
Secondo il Blog La Terra dei Fuochi le aziende coinvolte sono 443 e lo definisce "Il più grande avvelenamento di massa mai avvenuto in un paese occidentale."
Nel 2016 la Regione Campania ha avviato in collaborazione con l'Istituto zooprofilattico sperimentale del Mezzogiorno di Portici il progetto SPES per analisi ambientali e sulla popolazione in relazione all'esposizione a fattori inquinanti. Il progetto, con la partecipazione anche della Federico II, della SUN, dell'Università degli Studi di Milano, dell'IRCCS Pascale e del CNR, parte dall'area della cosiddetta Terra dei fuochi ma è poi esteso ad altre criticità, quali le Fonderie Pisano di Salerno. In particolare in relazione alla Terra dei Fuochi risultano contaminati solo 33 ettari sui 50.000 indagati; su 30.000 campionamenti presso 10.000 aziende nell'area interessata sono riscontrate 6 positività (pari allo 0,2%) ed appena il 2% dei prelievi a ridosso di aree urbane presenta criticità. La Regione avvia anche un piano di monitoraggio aereo attraverso droni dei possibili roghi di rifiuti e dota di nuovi mezzi la Protezione Civile dei Comuni interessati.

## Geografia
La definizione di Terra dei fuochi comprende un territorio di 1076 km², nel quale sono situati 57 comuni, nei quali risiedono circa 2 milioni e mezzo di abitanti: 33 comuni sono situati nella città metropolitana di Napoli e 24 comuni sono ubicati nella provincia di Caserta. È compresa circa un terzo della area napoletana, mentre del casertano è colpita soprattutto la parte meridionale e sud-occidentale.

## Effetti sulla salute
In generale, una correlazione significativa tra esposizioni ambientali e tumori è di difficile (se non impossibile) applicazione, in quanto intervengono in gioco molti altri fattori, come la cattiva alimentazione, il fumo, la familiarità, i controlli ospedalieri, i ricoveri e la diagnosi precoce. Tuttavia, numerosi studi hanno rimosso ogni dubbio sull'aumento di casi di tumore nella popolazione locale rispetto alla media nazionale e la presenza di materiali inquinanti e cancerogeni nel corpo di chi è malato di tumore.
Uno studio del 2012 sul Registro tumori infantili della Campania ha evidenziato un aumento statisticamente significativo del numero di casi di neoplasie tiroidee.
Nel 2019 è stata confermata la presenza di metalli pesanti (dall'acclarato nesso causale con lo sviluppo di tumori) nei malati di tumore residenti a Giugliano, Qualiano, Castel Volturno e nel quartiere Pianura di Napoli (zone simbolo della Terra dei Fuochi), in quantità superiori che nei soggetti sani e "del tutto fuori norma". Lo studio, chiamato Veritas e condotto dallo Sbarro Institute for Cancer Research and Molecular Medicine della Temple University di Philadelphia e dall'Istituto nazionale tumori (Fondazione Giovanni Pascale), è stato presentato in Parlamento.
Una mappatura del territorio di competenza della Procura di Napoli nord è stata condotta tra il 2016 e il 2020 da un gruppo di lavoro indipendente dell'Istituto Superiore di Sanità, su commissione della stessa Procura. Si è calcolato che un terzo dei residenti vive a meno di 100 metri da un sito inquinante.
L'area è stata analizzata in relazione a due fattori:
- la presenza di siti di stoccaggio rifiuti (legali o no), inclusi quelli oggetto di roghi, per un totale di 2767 siti;
- le informazioni di carattere sanitario, a esempio diagnosi ospedaliere e dati dell'AIRTUM, Associazione italiana registri tumori (per i comuni ricadenti nella provincia di Caserta, i dati utilizzati sono soltanto quelli tra il 2010 e il 2012).

Per ognuno di essi, lo studio ha ripartito i comuni dell'area in quattro fasce di rischio. L'incidenza di numerose patologie è molto più alta nei comuni nelle fasce 3 e 4 (maggiore rischio di presenza di rifiuti inquinanti): in particolare, l'incidenza di leucemie, l'incidenza e la mortalità per tumore alla mammella, le malformazioni congenite, patologie asmatiche, il parto pretermine. Lo studio dimostra "una correlazione con il rischio di esposizione a rifiuti" al punto che "alcuni comuni, infatti, presentano eccessi di specifiche patologie".
Secondo il Procuratore, quella della Terra dei fuochi "è l'emergenza più importante per Caserta e Napoli dopo il Covid".

## Attività correlate

### Inquinamento dei prodotti agroalimentari
L'inquinamento da diossina dei terreni può essere molto pericoloso perché in grado di introdurre sostanze tossiche nella catena alimentare degli animali da allevamento, che possono raggiungere anche l'essere umano. Il 26 marzo 2008, notizie giornalistiche hanno riferito il riscontro di limitate presenze di diossina nel latte di bufala proveniente da allevamenti del casertano, attribuite all'inquinamento ambientale. A seguito di questi riscontri, che comunque riguardavano in maniera limitata gli allevamenti impiegati per produrre la mozzarella di bufala campana DOP, alcuni paesi, tra cui Corea del Sud e Giappone, bloccarono temporaneamente l'importazione della mozzarella campana. A seguito della notizia, la vendita di prodotti caseari della Campania è diminuita in modo significativo, non solo in Italia, ma anche all'estero. Test scientifici della mozzarella di bufala svolti in Germania, comunque, non hanno rilevato alcuna traccia di diossina né di metalli pesanti. L'eventuale presenza anomala di contaminati, come diossine e metalli pesanti, è facilmente rilevabile prelevando campioni dalle piante che crescono sul terreno: studi compiuti da più autorità, statali e indipendenti (inclusi quelli straordinari compiuti nel 2014 dall'ente certificatore internazionale GlobalGap) non hanno riscontrato alcuna anomalia, con valori al di sotto dei limiti comunitari in materia di sostanze pericolose o tossiche, tanto che i produttori agricoli dell'area hanno ottenuto la certificazione GlobalGap, necessaria per intrattenere rapporti commerciali con molti operatori economici della grande distribuzione organizzata.
Ricerche compiute dall'Università Federico II e, in modo indipendente, dall'Istituto zooprofilattico sperimentale del Mezzogiorno, con sede a Portici, hanno ridimensionato la situazione di rischio, confinando la presenza di aree critiche corrispondenti al solo 3% dell'intera superficie geografica della cosiddetta Terra dei Fuochi. Tali micro-aree locali, inoltre, non sono correlate ad aree rurali, né al fenomeno di mala gestione dei rifiuti, ma coincidono in modo sostanziale con le principali aree urbano-industriali presenti nel territorio. A dicembre 2017, nel corso di una conferenza stampa tenuta nell'ambito dell'evento "Nuova Campania - Le nuove frontiere della Ricerca su Ambiente, Cibo e Salute", il direttore dell'Istituto Zooprofilattico Sperimentale del Mezzogiorno, dr. Antonio Limone, alla presenza del Presidente della Regione Campania Vincenzo De Luca e del presidente dell'Istituto Superiore di Sanità prof. Gualtiero Ricciardi, ha evidenziato come, nell'ambito delle serrate, sistematiche e capillari attività di campionamento delle matrici ambientali previste dal progetto "Campania Trasparente", solo 33 dei 50000 ettari di terreno analizzati sono risultati contaminati.
Secondo analisi condotte nel 2012 dal ministero della Salute e organismi internazionali indipendenti, le piante che crescono nell'area risultano conformi, riguardo tossine e contaminanti, agli standard dettati dalle normative in materia di sicurezza alimentare emanate dall'Unione europea.
Nonostante questo, la rappresentazione offerta dai mezzi di comunicazione di massa ha causato un notevole danno di immagine per l'agricoltura della Campania, comprese le aree non ricomprese, con conseguente crollo dei ricavi dell'intero comparto agricolo campano. C'è anche da dire però che l'ISS (Istituto superiore di sanità) ha reso pubblico come l'inquinamento delle falde, seppur assolutamente non a livello diffuso, sia un problema concreto e misurabile, così come lo stato di salute della popolazione locale rispetto a quella italiana. Infine, l'abbandono e l'incenerimento illegale di rifiuti risulta sia dall'opera di privati cittadini che dalle organizzazioni mafiose radicate e non sul territorio, come la Camorra.

### Smaltimento illegale dei rifiuti
La zona sarebbe interessata anche da un consistente traffico di rifiuti, tra le cui attività rientrerebbe lo sversamento e l'eliminazione di materiali come copertoni o scarti di abbigliamento, provenienti soprattutto dal Nord Italia, o il recupero del rame dai cavi elettrici rubati, mediante combustione delle guaine che lo ricoprono.
I roghi divennero più frequenti quando potevano essere confusi tra i numerosi roghi appiccati ai cumuli di immondizia durante la crisi dei rifiuti in Campania, tra il 2007 e il 2008. I carabinieri accertarono che solo tra il gennaio e il marzo del 2007 furono bruciati 30000 kg di rifiuti in terreni agricoli, con un ricavo di oltre 118 000 euro.
Le indagini di Roberto Mancini e le dichiarazioni del pentito di camorra, Carmine Schiavone, hanno evidenziato come la Campania fosse destinata a diventare una discarica a cielo aperto, soprattutto di materiali tossici tra cui piombo, scorie nucleari e materiale acido, che hanno inquinato le falde acquifere campane e le coste di mare dal basso Lazio fino ad arrivare a Castelvolturno. Nel 2021, il Tribunale di Napoli ha riconosciuto il nesso causale tra camorra e discariche abusive, con la confisca di 10 milioni di euro per lo smaltimento abusivo di rifiuti (ivi compresi rifiuti tossici) di ingente quantità, anche con impatto sui terreni agricoli che sono nelle vicinanze delle discariche abusive.

## Riferimenti nella cultura di massa

### Filmografia
- Biùtiful cauntri (2007), regia di Esmeralda Calabria, Andrea D'Ambrosio, Peppe Ruggiero
- Vietato Respirare (2008), regia di Ricky Farina, Pietro Menditto, Diego Fabricio[37]
- Una montagna di balle (2009)[38], regia di Nicola Angrisano con Ascanio Celestini
- Our daily bad (2011)[39], regia di Simona Cocozza e Vittoria Iacovella
- Nella Terra dei Fuochi (2013)[40], regia di Marco La Gala[41]
- Ogni singolo giorno (2014)[42], regia di Thomas Wild Turolo
- Bella e perduta (2015), regia di Pietro Marcello
- Io non mi arrendo (2016), regia di Enzo Monteleone
- The Land of Fires (2016), regia di Silvia Luzi e Luca Bellino[43]
- Il segreto di Pulcinella (2016), regia di Mary Griffo[44][45]
- Veleno (2017), regia di Diego Olivares
- Terra Infelix (2020), regia di Maurizio Giordano[46]

### Musica
- Malaterra, album di Gigi D'Alessio
- Melissa[47], singolo dei Dreamaway Tales
- Una Terra che tace, canzone di Benedetta Valanzano[48]
- Abbi pietà di noi, di Enzo Avitabile con Angela e Marianna Fontana, dall’album Lotto infinito, 2016